# Теория прогрессивного использования
Теория прогрессивного использования (PROUT) представляет собой социоэкономическую и политическую философию, созданную индийским философом и духовным лидером Прабхат Ранджан Саркаром. Впервые он задумал ПРАУТ в 1959 году. Его сторонники (праутисты) утверждают, что он выявляет и преодолевает ограничения капитализма, коммунизма и смешанной экономики. С момента своего создания ПРАУТ придерживался прогрессивного подхода в экономике, направленного на улучшение социального развития в мире. Это соответствует неогуманистическим ценностям Саркара, которые стремятся обеспечить «должную заботу» обо всех существах на планете, включая людей, животных и растения.
ПРАУТ не был реализован ни в одной части мира, и в данный момент является теоретическим концептом, на тему которого написано значительное количество книг и статей.

## История
В 1959 году Саркар начал развивать идеи Праута. В 1961 году эта теория была официально изложена в его книге «Ананда Сутрам», опубликованной под его духовным именем Шри Шри Анандамурти.
Для продвижения и распространения Праута был создан ряд организаций, таких как Proutist Universal, Prout Globe, Prout Institute, и т. д. С 1980-х гг. Ананда Марга создала кооперативные сообщества по всему миру в попытке создать идеальные модели общества, изложенные в Прауте.

## Теория

### Обзор
Праут предлагает социоэкономическую систему, которая представляет собой усовершенствование капитализма и устаревшего в наши дни коммунизма. В соответствии с Праутом, добываемые ресурсы являются коллективной собственностью, на которую выделяются права для использования отдельными лицами или группами лиц. Распределение товаров на рынке должно быть рациональным и справедливым, чтобы распределение максимально способствовало физическому, умственному и духовному развитию всех людей. В Прауте обязательно должны присутствовать гарантии обеспечения всего населения пятью базовыми потребностями: едой, одеждой, кровом, образованием и медицинским обслуживанием.
Праут выступает за трехуровневый подход к промышленной организации. Ключевые отрасли, обеспечивающие работу всех остальных отраслей (такие как электроэнергетика или жилищно-коммунальные услуги) должны работать по принципу безубыточности и контролироваться централизовано. Остальная промышленность должна быть децентрализованной. Крупный бизнес должен управляться кооперативами, что обеспечит возможности для экономической демократии. Праут также поддерживает создание потребительских кооперативов с целью обеспечения людей минимальными потребностями и другими жизненными удобствами. Маленькие предприятия в Прауте могут управляться на индивидуальной основе. Большинство экономических транзакций осуществляется через кооперативы производителей и потребителей.
На политическом уровне Праут не одобряет национализм, хотя национальные государства согласно Прауту должны сформировать мировое правительство в форме конфедерации. Праут предполагает создание всемирной конституции и билля о правах человека, которые будут включать обеспечение биологического разнообразия и безопасность животных и растений. Самодостаточные социально-экономические единицы или зоны с местным управлением будут поддерживать децентрализованную экономику.

### Закон социального цикла и управления
Праут принимает во внимание закон социального цикла, выдвинутый его основателем П. Р. Саркаром. Он рассматривает социальный порядок как синтез взаимодействия четырёх классов людей, которые по очереди циклически доминируют в обществе: «шудры» (рабочие), «кшатрии» (воины), «випры», (интеллектуалы) и «вайшьи» (предприниматели).
Однако Праут не стремится к упразднению этих четырёх классов, поскольку видит в них "… не просто конфигурацию власти, но способ познания мира, парадигму, эпистему или глубинную структуру… ". Считается, что любой человек может быть рабочим, воином, интеллектуалом или предпринимателем, а также может переходить из класса в класс в течение своей жизни.
Праут считает, что эти четыре класса естественным образом циклически сменяют друг друга на позиции доминирующего класса в обществе. Когда один из классов начинает доминировать и приходит к власти, создается революция в физической и ментальной сфере общества. Чтобы воспрепятствовать какому-либо социальному классу цепляться за политическую власть и эксплуатировать других, «духовная элита» состоящая из садвипр (санскр. , «сад» означает правда или хороший, «випра» — интеллектуальный) должна определять, кто будет занимать политические посты. Праут предполагает, что исторически первые садвипры возникают из недовольных угнетенных интеллектуалов и воинов среднего класса.
Садвипры должны быть организованы в исполнительный, законодательный и судебный советы, которыми будет управлять Верховный совет. Их первостепенная задача обеспечивать порядок в цикле социальных классов.

### Неогуманизм
Теория Праута соответствует философии неогуманизма Саркара. Философия представляет собой переосмысление гуманизма, в первую очередь внося в него идею единства всего живого. В неогуманизме все живые существа принадлежат к универсальной семье, заслуживающей равной заботы и уважения.

### Пять основных принципов
В 1962 году Праут был официально описан в шестнадцати афоризмах сформулированных на санскрите (см. главу 5 «Ананда-сутрам»). Последние пять афоризмов (5:12-16) обычно называют пятью фундаментальными принципами Праута.
Пять афоризмов из Ананда Сутрам переводятся на русский язык следующим образом:
1. Не должно быть накопления богатства без разрешения общества.
2. Должно быть максимальное использование и рациональное распределение грубых, тонких и причинных ресурсов.
3. Следует максимально использовать физические, умственные и духовные возможности индивидуальных и коллективных существ.
4. Должно быть обеспечено хорошо сбалансированное регулирование между грубым, тонким и каузальным использованием.
5. Использование [ресурсов] варьируется в зависимости от времени, пространства и личности; использование должно быть прогрессивным.

Первоначальное представление об этих пяти принципах впервые появилось в более ранней работе Саркара «Идея и идеология».

### Рынок
Насколько ценности и цели Праута отличаются от ценностей и целей капитализма и коммунизма,, настолько отличается и его экономическая структура. После тщательного анализа двух систем сторонники Праута утверждают, что эти философии являются «античеловеческими» в том смысле, что они побуждают людей неуклонно стремиться к материальным достижениям, таким как имя, слава и т. д.
Другая критика неолиберализма и капитализма в целом заключается в том, что централизация экономической власти в руках богатых ведет к эксплуатации масс и, в конечном счете, к деградации общества.
Праут утверждает, что и капитализм, и коммунизм были построены на шатком фундаменте. Праут выявляет их слабые места и утверждает бесповоротную необходимость создания новой рыночной системы.. Саркар подверг резкой критике коммунизм, указав причины, по которым в СССР эксперимент с коммунизмом не сработал, что в конечном итоге привело к разрушению политической структуры. В первую очередь, согласно теории Праута, советские центральные плановые комитеты (Госплан) имели слишком много экономических решений и полномочий (см. Марксизм-ленинизм).
Тем не менее, Саркар отмечал аспекты планирования рынка, которые помогают создавать и поддерживать здоровую экономику. Прутистская мысль считает, что планирование позволяет рынку защитить своих стейкхолдеров от встрясок неолиберальной экономики, в которой стремление к прибыли превыше всего. Однако он подчеркивает, что комитет по планированию на национальном уровне должен только намечать наиболее широкие аспекты экономического развития, оставляя детали для решения органам планирования на местном уровне, где проблемы лучше всего понимаются и легче решаются. (см. Эффект масштаба). Следовательно, такой вид нисходящего планирования предоставит сообществам, предприятиям и, в конечном счете, работникам значительный уровень свободы в выборе собственного экономического будущего (см. децентрализованное планирование).
Праут также утверждает, что национализация предприятий неэффективна из-за больших затрат и количества бюрократии, необходимых для поддержания работы предприятий, контролируемых государством. Тем не менее, есть некоторые отрасли, которые следует национализировать, работая по принципу «без прибыли и без убытков».
Что касается распределения богатства среди населения, Саркар выступает за «оптимальное неравенство», при котором разрыв в заработной плате между более богатыми слоями общества существенно сокращается. Ричард Фримен, экономист из Гарварда, отмечает, что неравенство доходов возникает из-за монополии на власть и других видов деятельности с «негативными последствиями» с точки зрения социального развития. Тем не менее, Праут не выступает за полное равенство доходов, утверждая, что в обществе, где материальная мотивация к труду отсутствует, у его граждан будет утрачена готовность стремиться к финансовому успеху и преуспевать в творческом развитии промышленности и общества. Следовательно, Праут выступает за реализацию политики, позволяющей наиболее достойным в обществе получать дополнительные льготы за преимущества, которые они приносят обществу. Таким образом, предполагается, что коммунистический девиз от каждого по способностям, каждому по потребностям не может работать в реальном мире. Вместо этого Праут предлагает минимальную и максимальную заработную плату, определяемые в соответствии с ценностью, которую труд каждого человека приносит обществу. Мы видим примеры попыток в этом направлении в таких компаниях, как Mondragon Corporation или Whole Foods.
Что касается неолиберализма, Саркар проливает новый свет на концепцию невидимой руки Адама Смита, когда отдельные производители, действующие в личных интересах, приносят пользу сообществу в целом. Праут утверждает, что бесконтрольная экономическая элита в будущем нарушит справедливое обращение материальных благ внутри общества. Посе этого рынку потребуются меры регулирования, чтобы создать функциональную экономическую систему.

### Экономическая демократия
Что касается демократии, Праут утверждает, что политической демократии недостаточно, чтобы освободить общество от эксплуатации и того, что оно считает крайним неравенством доходов. Как заявляет известный прутист Роар Бьоннес: «Если у нас не произойдут более глубокие структурные изменения — то, что мы называем изменением экономической системы, — мы никогда не сможем решить такие глобальные и системные проблемы, как экологический кризис и кризис неравенства. История показала, что политической демократии недостаточно».
Таким образом, Праут выступает за экономическую демократию, при которой право принятия решений об экономическом будущем сообщества предоставляется его жителям. Экономическая демократия — не новый термин, но Саркар заново изобрел его, установив четыре требования успешной экономической демократии. Первое и главное требование — гарантировать обеспечение минимальных жизненных потребностей для всех членов общества. Второе — следуя одному из пяти фундаментальных принципов, покупательная способность каждого человека должна возрастать (прогрессировать). Тем не менее, в отличие от капитализма, где производство и распределение товаров в основном определяются рыночной конкуренцией, в праутистском обществе приобретение и сбыт товаров должны основываться на нуждах населения. Третьим требованием экономической демократии является децентрализация власти, дающая свободу принимать экономические решения заинтересованным сторонам. Этого можно добиться, приняв кооперативную систему, принадлежащую рабочим и использованием местных ресурсов (сырья и других природных ресурсов) для развития региона, а не только для экспорта. Четвёртым условием является децентрализованная экономика, при которой самодостаточные экономические зоны создаются и организуются в соответствии с набором заранее определённых условий (см. Социально-экономические единицы).
Это требование не является выражением ксенофобских настроений, а всего лишь утверждает, что не должно быть постоянного оттока местного капитала, при котором природные ресурсы используются иностранными инвестиционными компаниями, которые извлекают активы и деньги из страны экспортера. С точки зрения неогуманизма все люди свободны выбирать, где они хотят жить, до тех пор пока их экономические интересы объединены с интересами местного населения.

### Социально-экономические единицы
Социально-экономическая единица, или «самаджа» на санскрите, представляет собой праутистскую материализацию коллективных усилий по созданию сильного и жизнестойкого местного сообщества, построенного на сильном чувстве солидарности и самоидентификация. Саркар выделил несколько критериев для создания работающей и сплоченной социально-экономической единицы. Подобно биорегионам, их цель состоит в том, чтобы способствовать совместному развитию, движению к децентрализованной экономике, где эти единицы экономически независимы и самодостаточны. Хотя они по-прежнему руководствуются национальными и федеральными директивами и законами, они должны подготовить свой собственный экономический план.
Стремясь добиться максимальной эффективности использования местных ресурсов, предлагается сделать трансграничную торговлю более сбалансированной и взаимовыгодной.

### Прогресс
С точки зрения Праута, прогрессивное общество не может измеряться исключительно богатством нации или уровнем её ВВП. Праут признает преимущества материального прогресса, но считает их недостаточными показателями развития человеческого общества. В нём утверждается, что, хотя прогресс в том виде, в каком он интерпретируется обществом сегодня, имеет свои преимущества, существуют негативные побочные эффекты, которые принесут больше вреда, чем пользы. В иллюстрацию этого Рональд Логан, автор книги «A new Paradigm of Development», напоминает своим читателям, что хотя автомобильное и воздушное движение позволяет нам путешествовать с возрастающими скоростями, обеспечивая большое удобство для путешественников и пассажиров, оно также приносит с собой загрязнение воздуха, шумовое загрязнение, пробки на дорогах, несчастные случаи, отчуждение от природы и т. д.
Столкнувшись с такой квазипарадоксальной ситуацией, Праут предлагает концепцию прогресса общества, которое выходит за пределы материального и технологического, социального, экологического и финансовых результатов предприятий. Праут выступает за меру прогресса, которая включает в себя качества того, что можно было бы назвать «четвертой итоговой линией», характеризуемой включением трансцендентного аспект человеческой жизни, фокусирующего на комплексном развитии тела, разума и духа. Эта четвёртая нижняя линия позволит обществу в целом и отдельным людям в частности развить расширенное чувство идентичности, допуская неогуманистическую волю к включению, и создавая общество, в котором материальные блага не являются summum bonum (лат. Высшее благо) жизни, и предоставляя пространство для того, чтобы люди могли работать вместе в симбиотическом движении, направленном на индивидуальное и коллективное благополучие через социальное, культурное и технологическое развитие.
Праут признает, что благополучие отдельных людей заключается в развитии коллектива, а коллектив зависит от развития отдельных лиц. Поэтому, чтобы понять, как прогрессивное общество должно быть достигнуто, Саркар пытается проанализировать, что значит для человека расти и развиваться. Он приходит к выводу, что физическое и психическое развитие мало что дает человеку, поскольку они подвержены ухудшению и распаду. Существует множество болезней, которые влияют на наше тело и разум, и даже если мы останемся свободными от них, в конце концов время сделает все наши физические и умственные способности бесполезными. Саркар утверждает, что единственный аспект человеческой жизни, который оказывается неизменным с течением времени, — это её трансцендентная природа, «сверхэмоциональные ценности», присущие человеческому разуму и увеличивающие качество и количество многостороннего человеческого проявления.
«Глубочайшие истины жизни — это вечный источник вдохновения. Духовное, надличностное развитие — это процесс расширения сознания для связи с Бесконечным, для достижения состояния глубокого покоя и счастья».
Смотря с позиции Маслоу, Праут защищает необходимость удовлетворения физических и умственных потребностей человека, прежде чем он сможет отправиться в путешествие, чтобы найти трансцендентную природу мира. Пять фундаментальных принципов вытекают из идеи о том, что общество должно обеспечивать основные потребности всех людей, чтобы они могли участвовать в этом путешествии самопознания и достигать истинного прогресса. По сути, прогресс в обществе — это усилие, посредством которого сообщества участвуют в удовлетворении человеческих потребностей с целью достижения трансцендентного существования. В качестве цели трансцендентность является четвёртым результатом, который в идеале подтолкнет человеческое общество к более мирному, инклюзивному и всесторонне прогрессивному существованию.

## Распространение
Праут — относительно неизвестная теория.
Рави Батра был одним из первых экономистов, использовавших идеи Праута в своем бестселлере «The Great Depression of 1990». Со временем эта теория привлекла внимание таких людей, как Йохан Галтунг, основателя Института исследований мира ООН, который утверждал, что «теория Саркара намного превосходит теорию Адама Смита или Маркса.»
Согласно описанию Терри Ирвинга и Рована Кэхилла, Праут «предусматривает децентрализованную, основанную на сообществе мировую экономику самодостаточности для бедных, экономическую демократию, малый бизнес и ограничения на накопление богатства». Сохаил Инаятулла заявил, что философия Праута — «попытка сбалансировать потребность общества в создании богатства и росте с требованиями к распределению». Давид Скрбина обозначает Праут как "модель социального развития… которая защищает подход к обществу, основанный на принципе «маленькое — прекрасное». Преподаватель экономики Марк Фридман помещает экономическую мысль Саркара в традицию монсеньора Джон А. Райан , Е.Ф. Шумахер и Герман Дейли во включении Саркаром духовных ценностей в экономические цели.
Праут был охарактеризован как форма «прогрессивного социализма», а также как «социалистическая теория».
Ганс Деспейн отметил в «Monthly Review», что есть сходство между Праутом и теориями Дэвида Швейкарта, Гара Альперовица и Ричарда Д. Вольфа, потому что в нём особое внимание уделяется экономической демократии и кооперативам.

## Политические партии
На данный момент существуют некоторые политические партии, продвигающие теорию прогрессивного использования:
- Амра Бангали
- Прогрессивная партия Аотеароа Новой Зеландии

## Веб-ресурсы
- prout.info — официальный сайт Теория прогрессивного использования
- PROUT Institute
- PROUT Institute of Venezuela
- ABCD of PROUT Bangarashtra (in Bengali)
- Living wage and optimal inequality in a Sarkarian framework on JSTOR
- www.prout.org — официальный сайт PROUT (англ.)
- www.priven.org — The Prout Research Institute of Venezuela (англ.)
- www.proutist.fi